# Epitranus ramnathi
Epitranus ramnathi är en stekelart som först beskrevs av Mani och Urvashi Dubey 1973.  Epitranus ramnathi ingår i släktet Epitranus och familjen bredlårsteklar. Inga underarter finns listade i Catalogue of Life.